# Mirab Badawacho
Mirab Badawacho (ou Merab Badwacho) est un woreda du centre-sud de l'Éthiopie situé dans la zone Hadiya. Détaché de l'ancien woreda Badawacho avant 2007, ce district est bordé au sud par la zone Wolayita, au nord par la zone Kembata Tembaro et à l'est par Misraq Badawacho.
La zone Hadiya rejoint la région Éthiopie du Centre en 2023 à la dissolution de la région des nations, nationalités et peuples du Sud.

## Données démographiques
D'après le recensement de 2007 mené par l'agence centrale de la statistique (Éthiopie), le district compte 83 439 habitants dont 2,5 % de citadins qui sont les 2 114 habitants de Wada.
Près de 85 % des habitants sont protestants, 7 % sont catholiques et 6 % sont orthodoxes.
En 2022, sa population est estimée à 111 484 personnes avec une densité de population de 741 personnes par km2 et 150 km2 de superficie.

## Lieux
Wada, se trouve 12 km à l'ouest de Shone (chef-lieu de l'ancien woreda Badawacho et principale ville de l'exclave méridionale de la zone Hadiya) et 13 km au sud de Durame (le chef-lieu de la zone Kembata). 